# Alain Juppé
Alain Marie Juppé (født 15. august 1945 i Mont-de-Marsan) er en fransk, borgerlig politiker og var fra 1995 til 1997 premierminister. Mellem 1993 og 1995 var Juppé udenrigsminister i regeringen Édouard Balladur. I perioden 2011-2012 var Juppé udenrigsminister.
Alain Juppé er uddannet fra bl.a. Institut d'Etudes Politiques de Paris (1968) og École Nationale d'Administration (1970-1972).
I 2004 blev Juppé dømt i en sag om misbrug af offentlige midler, mens han var formand for gaullistpartiet RPR (det senere UMP). I denne forbindelse trak Juppé sig fra borgmesterposten i Bordeaux.
Den 18. maj 2007 tiltrådte han som minister for bæredygtig udvikling i François Fillons nye regering. Han trådte tilbage igen allerede 17. juni 2007 efter ved valget til Nationalforsamlingen at have tabt sit mandat til socialisten Michèle Delaunay.

## Eksterne links
- Wikimedia Commons har flere filer relateret til Alain Juppé

| Efterfulgte: Édouard Balladur | Frankrigs premierministre 1995–1997 | Efterfulgtes af: Lionel Jospin |